# Scrancia arcuata
Scrancia arcuata är en fjärilsart som beskrevs av Sergius G. Kiriakoff 1962. Scrancia arcuata ingår i släktet Scrancia och familjen tandspinnare. Inga underarter finns listade.